# MOVE (PERSONZのアルバム)
『MOVE』（ムーブ）は、日本のロックバンド、PERSONZの6枚目のオリジナルアルバムである。
このアルバムのコンサートツアー後、ギタリストの本田毅が脱退。

## 内容
- 7thシングル『True Love (涙にぬれて…）』を収録。

## 収録曲
1. TRUE LOVE (涙にぬれて…)
　（作詞：JILL / 作曲：渡邉貢 / 編曲：PERSONZ）
2. CELEBRATE SONG (祝福の歌)
　（作詞：JILL / 作曲：渡邉貢 / 編曲：PERSONZ）
3. FIND MYSELF
　（作詞：JILL / 作曲：渡邉貢 / 編曲：PERSONZ）
4. 1%の夢
　（作詞：JILL / 作曲：本田毅 / 編曲：PERSONZ）
5. 誰かがあなたを愛してる
　（作詞：JILL / 作曲：渡邉貢 / 編曲：PERSONZ）
6. LET'S GET TOGETHER
　（作詞：JILL / 作曲：本田毅 / 編曲：PERSONZ）
7. 恋をしよう
　（作詞：JILL / 作曲：渡邉貢 / 編曲：PERSONZ）
8. WILD FLOWERS
　（作詞：JILL / 作曲：藤田勉 / 編曲：PERSONZ）
9. MY VALENTINE
　（作詞：JILL / 作曲：本田毅 / 編曲：PERSONZ）
「True Love-涙にぬれて-」のカップリング曲。
10. NEVER SAY NEVER, BE YOURSELF!
　（作詞：JILL / 作曲：本田毅 / 編曲：PERSONZ）
11. BOLERO
　（作詞：JILL / 作曲：渡邉貢 / 編曲：PERSONZ）